# Plácido Langle Moya
Plácido Langle Moya (Almería, 1858-Almería, 1934) fue un escritor y abogado español.

## Biografía
Nació el 21 de octubre de 1858 en Almería. En 1882 terminó en Granada la carrera de Derecho. Fue colaborador de publicaciones periódicas como La Ilustración Española y Americana, Revista Europea, La Academia, Revista Contemporánea y La América. Entre sus obras se encontraron títulos como Poesías premiadas, Más versos, El arte, Cuento de todos autores, una colección de Escritores almerienses y un folleto titulado La lírica moderna en España, entre otras. Republicano y asiduo del Ateneo de Almería, fue fundador del Círculo Literario, de cuya sección de ciencias morales y políticas fue nombrado presidente. Dio conferencias sobre la pena de muerte, la política hispano-marroquí y el naturalismo en el arte, entre otros temas. Fallecido el 23 de junio de 1934 en Almería, fue padre del catedrático de derecho Emilio Langle Rubio.